# Villámsakk

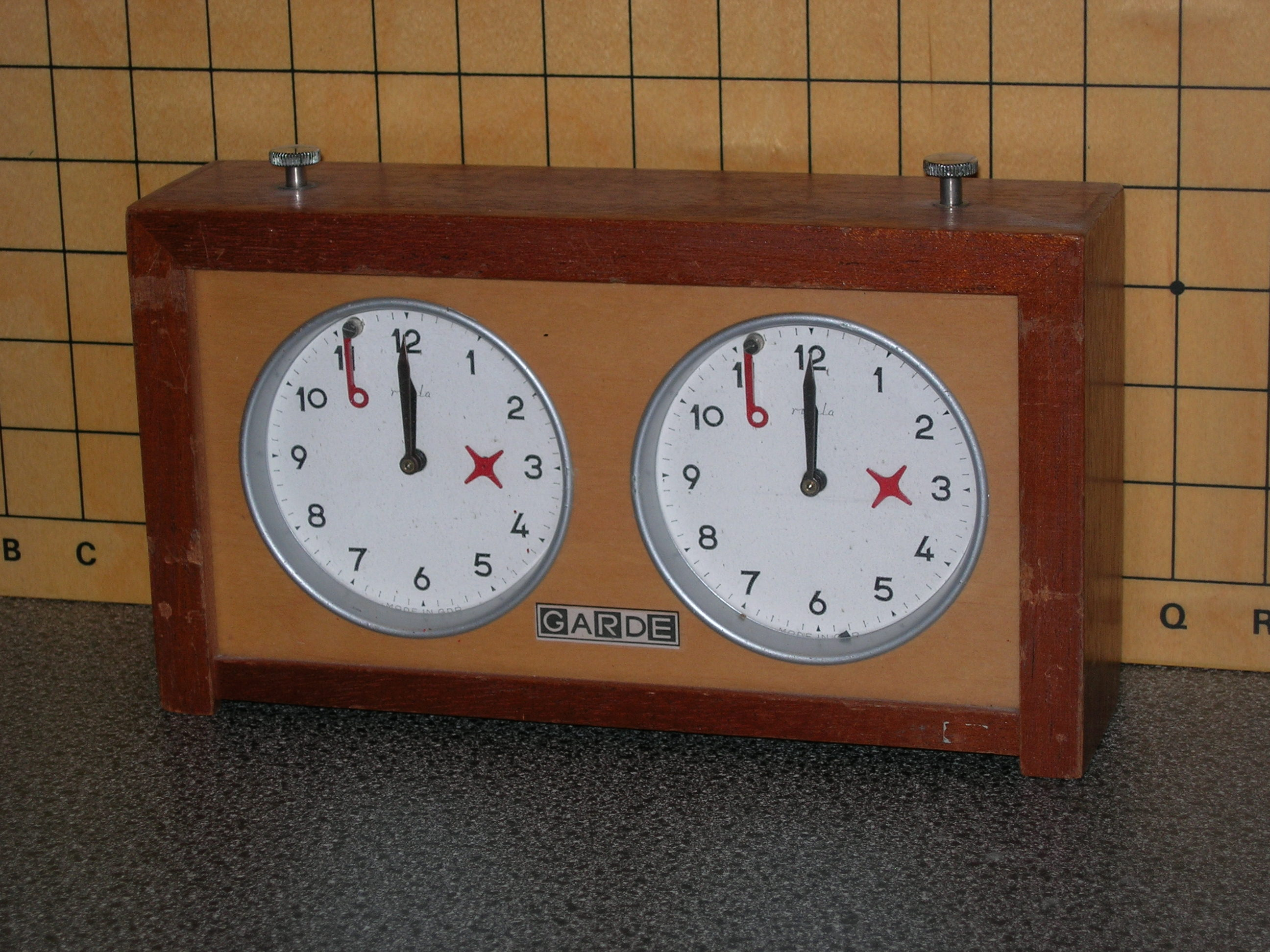
Tipikus analóg sakkóra. Sötét indítja világos óráját, világos lép, és lenyomja a gombot. Ekkor sötét ideje ketyeg, és így tovább.

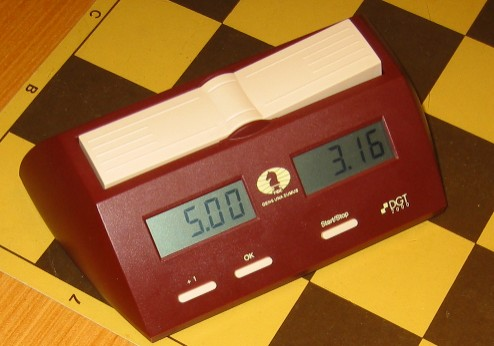
Digitális sakkóra.

A villámsakk (vagy schnell, blitz) olyan sakkjátszma, amelyben a játékosok jóval kevesebb gondolkodási idővel rendelkeznek, mint a normál sakkversenyeken megszokott játékosonkénti 1-3 óra. 
Az időre játszott sakkban az a fél, amelynek elfogy a gondolkodási ideje, veszít. Ez még a hosszú gondolkodási idejű játszmákban is előfordul, a villámsakkban pedig természeténél fogva gyakrabban.
A villámsakkjátszmákban a gondolkodási időt percekben mérik. Előnyük többek közt, hogy egy nap alatt sokkal többet lehet lejátszani belőlük, mint a normál versenyeken. Gyakorlásuk ugyanakkor fejleszt bizonyos készségeket. A versenyeket általában normál gondolkodási időre írják ki, de szerveznek villámsakkversenyeket csúcsszintű játékosok számára is.
A sakkot nem vagy kevéssé ismerők számára a nagyon gyors partikat látva gyakran hihetetlennek tűnik, hogy ekkora sebesség mellett van mód bármilyen gondolkodásra. A tapasztalat szerint azonban a normál versenyeken jobb eredményeket elérő játékosok általában a villámsakkban is jobbak. 
A villámsakknak is több fajtája van a gondolkodási idő hosszától függően (vagy némileg más szabályokkal):
- Bullet („lövedék”): Játékosonként egy perc. (Az Egyesült Államok Sakkszövetsége ezt már nem is tekinti sakknak, mivel olyan gyors, hogy a sebesség teljesen felülírja a taktikai megfontolásokat.)
- Gyorsblitz: Játékosonként három perc.
- Blitz: Játékosonként kevesebb mint 15 perc, általában 5-5 perc, és néha lépésenként időjutalom jár.
- Rapid: Játékosonként 15–60 perc, általában 25–25 perc, és néha lépésenként időjutalom jár.
- Armageddon: Valamelyik fél győzelmét garantáló játék, amelyben a döntetlen sötét győzelmének számít, ugyanakkor világos némi időelőnyt kap.

Vannak olyan versenyek, ahol a holtversenyes helyek megszerzőinek sorrendjét egyre rövidülő gondolkodási idővel játszott oda-vissza mérkőzéseken döntik el. 
A nagyon rövid gondolkodási idő miatt gyakran speciális szabályokat is alkalmaznak, hiszen egy szabálytalan húzás az ellenfél gondolkodási idejét csökkenti. Például lehet olyan szabály, hogy ha az egyik fél sakkban hagyja a királyát, a másik győz.

## Fordítás
- Ez a szócikk részben vagy egészben  a   Fast chess című angol Wikipédia-szócikk fordításán alapul.  Az eredeti cikk szerkesztőit annak laptörténete sorolja fel. Ez a jelzés csupán a megfogalmazás eredetét és a szerzői jogokat jelzi, nem szolgál a cikkben szereplő információk forrásmegjelöléseként.